# Gislaveds SK
Der Gislaveds Sportklubb ist ein 1952 gegründeter schwedischer Sportverein aus Gislaved, der vor allem für seine Eishockeymannschaften bekannt ist. Die erste Mannschaft spielt seit 2015 in der Staffel HockeyTrean Södra C Vår, Region Syd der fünftklassigen Division 3.

## Geschichte
Der Gislaveds SK wurde 1952 gegründet. Die Mannschaft spielte ab 1967 (mit einem Jahr Unterbrechung) in der zweitklassigen Division 2. 1975 wurde der Verein in die neue zweite Spielklasse, die Division 1 aufgenommen, aus der er am Ende der Saison 1975/76 abstieg und in den folgenden Jahren meist in der nun drittklassigen Division 2 spielte.
1999 schaffte die erste Mannschaft aus Gislaved den Wiederaufstieg in die zweite Spielklasse, die zeitgleich in Allsvenskan umbenannt wurde. Zwischen 1999 und 2002 hielt sich der Gislaveds SK in dieser Spielklasse, ehe der Abstieg in die nun drittklassige Division 1 folgte.
In der Saison 2002/03 stieg die Mannschaft am Saisonende in die mittlerweile viertklassige Division 2 ab. Zwei Jahre später, in der Relegation der Saison 2004/05 gelang die Rückkehr in die Division 1. In der Saison 2011/12 stieg der Gislaveds SK erneut in die Division 2 ab, ehe 2015 ein weiterer Abstieg in die fünftklassige, regional organisierte Division 3 folgte.

## Bekannte ehemalige Spieler
| - Rolf Persson - Magnus Roupé - Timmy Pettersson - Tadeusz Niedomysl - Claes Heljemo - Thor Dresler | - Roger Åhsberg - Claes Roupé - Christian Bäckman - Arto Sirviö - Marko Niemi - Simon Hjalmarsson | - Bert-Roland Näslund - Anders Malm - Bo Nordby Tranholm - Emil Alengård - Roger Holéczy |